# Rosenblattia robusta
Rosenblattia robusta és una espècie de peix pertanyent a la família dels epigònids i l'única del gènere Rosenblattia.
És un peix marí, mesopelàgic i batipelàgic que viu entre 700 i 2.000 m de fondària.
És una espècie circumglobal a les aigües temperades de l'hemisferi sud: l'Argentina, Austràlia, Nova Zelanda i l'Uruguai.
És inofensiu per als humans.

## Descripció
- Pot arribar a fer 10 cm de llargària màxima.
- Els adults són foscos.
- 8 espines i 8 radis tous a l'aleta dorsal i 2 espines i 8 radis tous a l'anal.[6][13]